# Platypternodes brevipes
Platypternodes brevipes is een rechtvleugelig insect uit de familie veldsprinkhanen (Acrididae). De wetenschappelijke naam van deze soort is voor het eerst geldig gepubliceerd in 1876 door Stål.